# Microtus tatricus
Microtus tatricus és una espècie de talpó que es troba en una àrea reduïda i fragmentada dels Carpats d'Eslovàquia, Polònia, Ucraïna i Romania.
Comparat amb altres talpons, té una mida mitjana i una cua llarga. S'assembla a Microtus subterraneus però té és més fosc, i grisós (gris marronós al dors i gris pissarra al ventre).
Viu en boscos mixtos, sobretot entre les roques humides del voltant dels rius i a les clarianes. És d'hàbits menys excavadors que altres talpons. És herbívor a l'estiu i recull llavors a la tardor.